# Windsor Spitfires (1946–1953)
Windsor Spitfires byl kanadský juniorský klub ledního hokeje, který sídlil ve Windsoru v provincii Ontario. V letech 1946–1953 působil v juniorské soutěži Ontario Hockey Association (později Ontario Hockey League). Zanikl v roce 1953 po přestěhování do Hamiltonu, kde byl vytvořen tým Hamilton Tiger Cubs. Své domácí zápasy odehrával v hale Windsor Arena s kapacitou 4 400 diváků.
Nejznámější hráči, kteří prošli týmem, byli např.: Al Arbour, Glenn Hall, Marcel Pronovost nebo Terry Sawchuk.

## Přehled ligové účasti
Zdroj: 
- 1946–1953: Ontario Hockey Association